# Певжа
Пе́вжа — село в Україні, у Острожецькій сільській громаді Дубенського району Рівненської області. Населення становить 308 осіб. До 2016 орган місцевого самоврядування — Певжівська сільська рада.

## Географія
Через село тече річка Осинище, ліва притока Путилівки.

## Назва
Були різні назви села – Полжо (1445), Ползъ (1545), Пелзы (1659), Пелжа (при р. Конопельці[джерело?]), Повжа. Науковець Я. О. Пура стверджує, що похідних значень у цій назві могло бути декілька, зокрема, у польській мові це слово «pelga», що означає «блищати, миготіти», у російській — «польза» або ж «користь», в українській — «пільга» або ж «полегшення, заспокоєння».
Місцеві більш схильні до того, що назва села Певжа утворена від слова «повзати», бо тут, мовляв, в околиці, де був ліс та густі зарості кущів, повзали гадюки та вужі.

## Історія
У 1906 році село Малинської волості Дубенського повіту Волинської губернії. Відстань від повітового міста 38 верст, від волості 4. Дворів 45, мешканців 3212.
7 (20) листопада 1917 року, відповідно до Третього Універсалу Української Центральної Ради, увійшло до складу Української Народної Республіки.

## Сьогодення
В селі функціонують сільський клуб та публічно-шкільна бібліотека. Діє фельдшерсько-акушерський пункт, штат якого складається з двох осіб — завідувач ФАП та молодший медпрацівник.
На даний час в селі працює два приватних магазини, а саме: виїзна торгівля, приватні підприємці Ососкало Т. В. та Жакун М. Д. Надаються послуги пилорами ПП «Техагробуд». Землі сільськогосподарського призначення перебувають в оренді ТзОВ «СБЕ Україна Рівне».
У 1990-х роках в селі споруджено нову православну церкву. Престольний празник — 21 вересня (Друга Пречиста або Різдво Богородиці).
12 червня 2020 року, відповідно до розпорядження Кабінету Міністрів України № 722-р від «Про визначення адміністративних центрів та затвердження територій територіальних громад Рівненської області», увійшло до складу Острожецької сільської громади.
19 липня 2020 року, в результаті адміністративно-територіальної реформи та ліквідації Млинівського району, село увійшло до складу Дубенського району.

## Населення

### Мова
Розподіл населення за рідною мовою за даними перепису 2001 року:
| Мова       | Кількість | Відсоток |
| ---------- | --------- | -------- |
| українська | 307       | 99.68%   |
| російська  | 1         | 0.32%    |
| Усього     | 308       | 100%     |